# Prohydata
Prohydata là một chi bướm đêm thuộc họ Geometridae.